# Annonce aux bergers

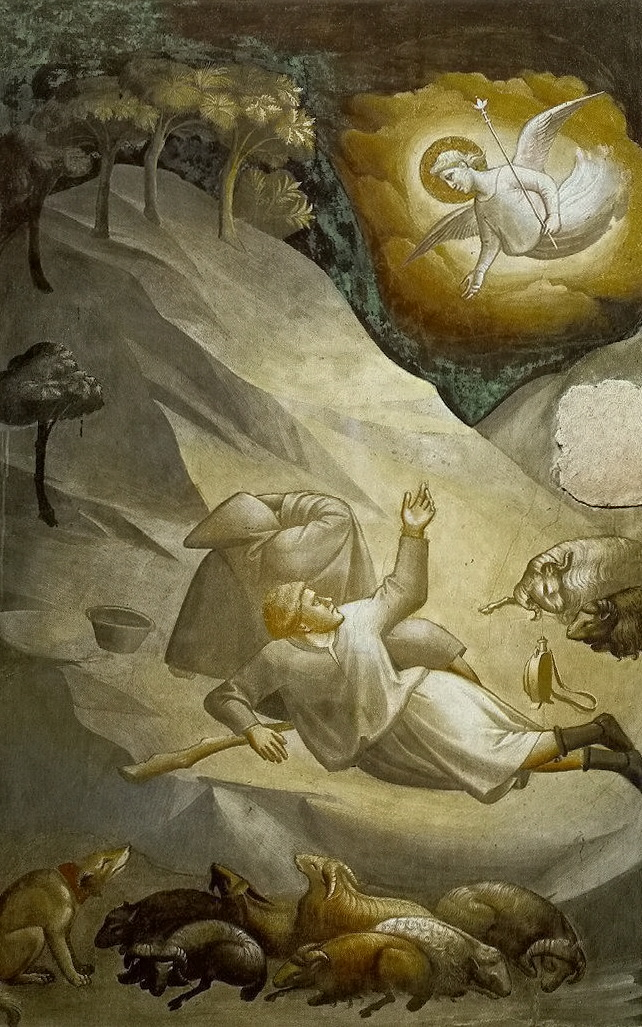
L'Annonce aux bergers par Taddeo Gaddi, fresque de la Chapelle Baroncelli, Basilique Santa Croce de Florence.

L'Annonce aux bergers est un épisode de la nativité de Jésus dans lequel un ange annonce à un groupe de bergers la naissance du Messie. 
Il ne doit pas être confondu avec le suivant appelé l'« Adoration des bergers ».

## Récit biblique

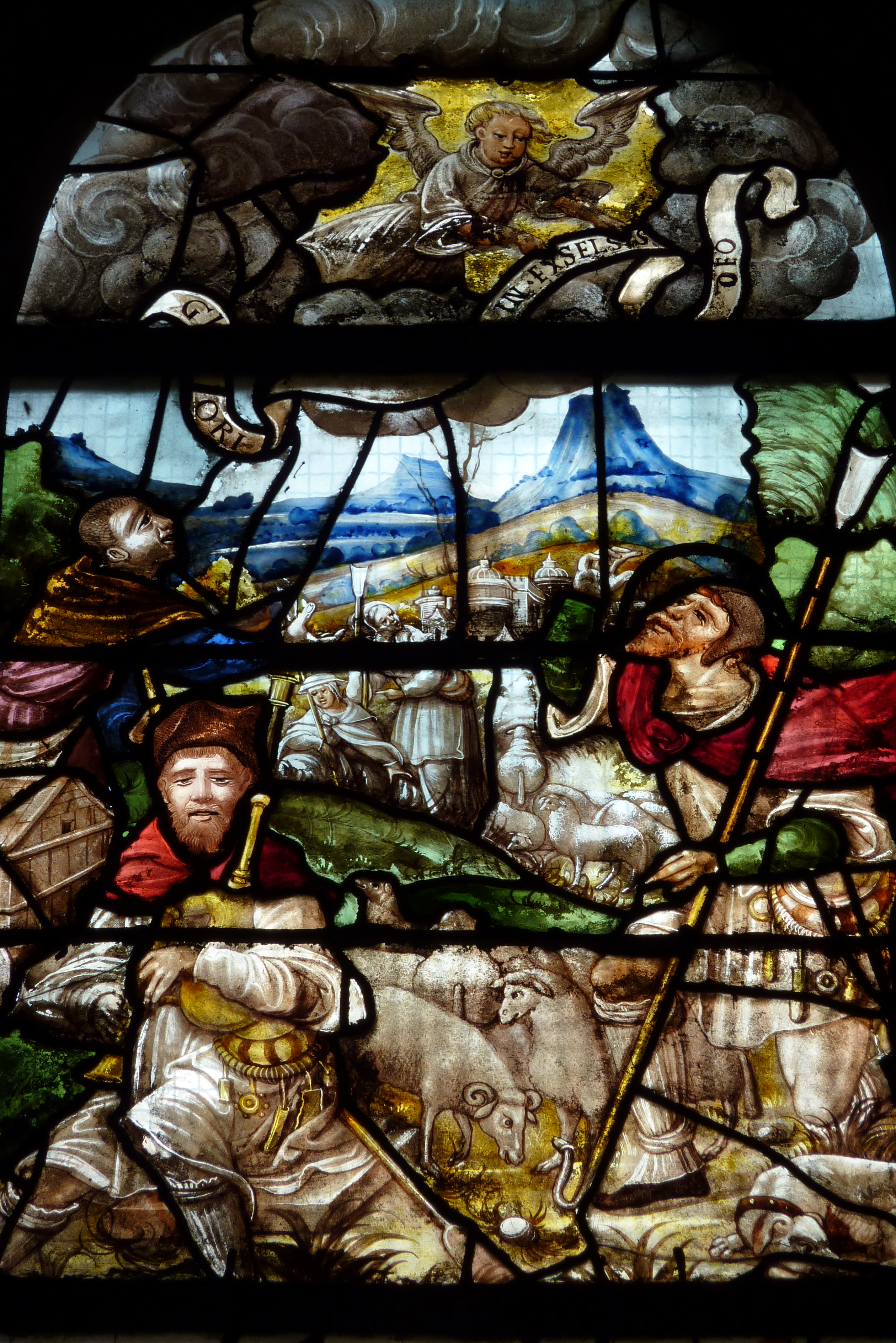
Gloria in Excelsis Deo.Vitrail représentant l'Annonce aux bergers dans l'église Saint-Pierre de Montfort-l'Amaury.

Les bergers proches du lieu de la Nativité (Bethléem), veillant comme de coutume auprès de leurs bêtes dans les champs, pour la nuit la plus longue de l'année (comme pour la plus courte), celles des solstices, sont informés les premiers, par les anges dans le ciel, de la venue du Sauveur. L'annonce faite, une cohorte d'anges, apparaissant également dans le ciel, proclament la gloire du Christ : « Gloire à Dieu au plus haut des cieux... ».
Ils se déplacent alors pour lui rendre hommage (Évangile selon Luc, 2).

## Interprétation théologique
Les bergers sont, avec les Rois mages, les seuls personnages extérieurs à la Sainte Famille cités dans l'Évangile de Luc. Les bergers représentent les humbles qui vivent en marge, ceux pour qui Jésus est né en priorité et à qui la « bonne nouvelle » a été annoncée en premier. Le contraste entre ces personnages et la solennité de l'annonce rappelle ce que Marie avait annoncé dans son Magnificat : « Il a renversé les puissants de leurs trônes et élevé les humbles ». 
Ce récit ne doit pas faire l'objet d'une lecture littéraliste mais appartient au registre littéraire du merveilleux et à la théologie métaphorique. En effet, les récits de l'enfance « posent de nombreux problèmes littéraires et historiques, tant leur écriture apparaît tardive, relevant plutôt du merveilleux à la manière des récits d'enfance du monde judéo-hellénistique. ». Outre ce merveilleux, ce récit qui utilise le registre spirituel du Bon berger de la Bible annonce l'humble cadre du lieu de naissance du Christ, reprenant le motif théologique de la kénose.
Ce récit littéraire peut également rappeler que le christianisme était d'abord destiné à se diffuser dans les couches juives les plus pauvres (les bergers) avant de toucher les classes plus aisées et les intellectuels des Gentils (les mages).

## Iconographie chrétienne
Sous un ciel de nuit, un ange placé dans le ciel surprend les bergers endormis près de leurs troupeaux non loin du lieu de la Nativité.
La cohorte des anges chantant peut être également représentée. Certaines peintures représentent la Nativité et l'Annonce aux bergers conjointement dans le même espace perspectif.

### Peintres du thème
- Taddeo Gaddi.
- Abraham Hondius, Rijksmuseum, Amsterdam.
- Rembrandt van Rijn.